# Futbol'nyj Klub Spartak Moskva 2016-2017
Questa voce raccoglie le informazioni riguardanti lo Spartak Mosca nelle competizioni ufficiali della stagione 2016-2017.

## Stagione
La stagione cominciò con le dimissioni del tecnico Dmitrij Aleničev dopo appena una giornata; fu dato perciò l'interim in panchina per due giornate al tecnico italiano Massimo Carrera, poche settimane prima assunto nello staff come assistente. A sorpresa, l'arrivo del nuovo allenatore cambiò le sorti della squadra: dopo anni di insuccessi e due campionati finiti fuori dalle coppe europee, lo Spartak si laureò campione di Russia.
In coppa la squadra fu subito eliminata dallo SKA-Chabarovsk, club di seconda serie, sconfitta per 1-0 in trasferta.

## Rosa
| N. |                        | Ruolo | Calciatore          |
| -- | ---------------------- | ----- | ------------------- |
| 1  | Russia (bandiera)      | P     | Sergej Pes'jakov    |
| 7  | Georgia (bandiera)     | C     | Jano Ananidze       |
| 8  | Russia (bandiera)      | C     | Denis Glušakov      |
| 9  | Capo Verde (bandiera)  | A     | Zé Luís             |
| 10 | Paesi Bassi (bandiera) | C     | Quincy Promes       |
| 11 | Brasile (bandiera)     | C     | Fernando            |
| 12 | Brasile (bandiera)     | A     | Luiz Adriano        |
| 14 | Georgia (bandiera)     | D     | Georgij Dzhikiya    |
| 16 | Italia (bandiera)      | D     | Salvatore Bocchetti |
| 17 | Russia (bandiera)      | D     | Georgij Tigiev      |
| 18 | Russia (bandiera)      | D     | Il'ja Kutepov       |
| 19 | Russia (bandiera)      | C     | Aleksandr Samedov   |

| N. |                     | Ruolo | Calciatore              |
| -- | ------------------- | ----- | ----------------------- |
| 21 | Russia (bandiera)   | P     | Aleksandr Selichov      |
| 23 | Russia (bandiera)   | D     | Dmitrij Kombarov        |
| 25 | Paraguay (bandiera) | C     | Lorenzo Melgarejo       |
| 32 | Russia (bandiera)   | P     | Artem Rebrov (capitano) |
| 33 | Brasile (bandiera)  | D     | Maurício                |
| 34 | Russia (bandiera)   | D     | Evgenij Makeev          |
| 35 | Germania (bandiera) | D     | Serdar Taşçı            |
| 38 | Russia (bandiera)   | C     | Andrej Eščenko          |
| 40 | Russia (bandiera)   | D     | Artëm Timofeev          |
| 47 | Russia (bandiera)   | C     | Roman Zobnin            |
| 69 | Russia (bandiera)   | A     | Denis Davydov           |
| 71 | Bulgaria (bandiera) | C     | Ivelin Popov            |

## Risultati

### Prem'er-Liga
| Mosca 31 luglio 2016 1ª giornata | Spartak Mosca | 4 – 0 referto | Arsenal Tula | Otkrytie Arena |

| Mosca 8 agosto 2016 2ª giornata | Spartak Mosca | 1 – 0 referto | Kryl'ja Sovetov Samara | Otkrytie Arena |

| Kazan' 13 agosto 2016 3ª giornata | Rubin | 1 – 1 referto | Spartak Mosca | Stadio Centrale |

| Mosca 21 agosto 2016 4ª giornata | Spartak Mosca | 2 – 0 referto | Krasnodar | Otkrytie Arena |

| Kaspijsk 28 agosto 2016 5ª giornata | Anži | 0 – 2 referto | Spartak Mosca | Anži-Arena |

| Mosca 11 settembre 2016 6ª giornata | Spartak Mosca | 1 – 0 referto | Lokomotiv Mosca | Otkrytie Arena |

| Orenburg 16 settembre 2016 7ª giornata | Gazovik Orenburg | 1 – 3 referto | Spartak Mosca | Stadio Gazovik |

| Mosca 25 settembre 2016 8ª giornata | Spartak Mosca | 0 – 1 referto | Ufa | Otkrytie Arena |

| San Pietroburgo 2 ottobre 2016 9ª giornata | Zenit San Pietroburgo | 4 – 2 referto | Spartak Mosca | Stadio Petrovskij |

| Mosca 15 ottobre 2016 10ª giornata | Spartak Mosca | 1 – 0 referto | Rostov | Otkrytie Arena |

| Ekaterinburg 22 ottobre 2016 11ª giornata | Ural | 0 – 1 referto | Spartak Mosca | SKB-Bank Arena |

| Mosca 29 ottobre 2016 12ª giornata | Spartak Mosca | 3 – 1 referto | CSKA Mosca | Otkrytie Arena |

| Tomsk 5 novembre 2016 13ª giornata | Tom' Tomsk | 0 – 1 referto | Spartak Mosca | Trud Stadium |

| Mosca 20 novembre 2016 14ª giornata | Spartak Mosca | 1 – 0 referto | Amkar Perm' | Otkrytie Arena |

| Groznyj 26 novembre 2016 15ª giornata | Terek Groznyj | 0 – 1 referto | Spartak Mosca | Achmat-Arena |

| Samara 1º dicembre 2016 16ª giornata | Kryl'ja Sovetov Samara | 4 – 0 referto | Spartak Mosca | Stadio Metallurg (Samara) |

| Mosca 5 dicembre 2016 17ª giornata | Spartak Mosca | 2 – 1 referto | Rubin | Otkrytie Arena |

| Krasnodar 5 marzo 2017 18ª giornata | Krasnodar | 2 – 2 referto | Spartak Mosca | Stadio FC Krasnodar |

| Mosca 12 marzo 2017 19ª giornata | Spartak Mosca | 1 – 0 referto | Anži | Otkrytie Arena |

| Mosca 18 marzo 2017 20ª giornata | Lokomotiv Mosca | 1 – 1 referto | Spartak Mosca | Stadio Lokomotiv |

| Mosca 3 aprile 2017 21ª giornata | Spartak Mosca | 3 – 2 referto | Gazovik Orenburg | Otkrytie Arena |

| Ufa 9 aprile 2017 22ª giornata | Ufa | 1 – 3 referto | Spartak Mosca | Neftyanik Stadium |

| Mosca 16 aprile 2017 23ª giornata | Spartak Mosca | 2 – 1 referto | Zenit San Pietroburgo | Otkrytie Arena |

| Rostov sul Don 22 aprile 2017 24ª giornata | Rostov | 3 – 0 referto | Spartak Mosca | Stadio Olimp-2 |

| Mosca 25 aprile 2017 25ª giornata | Spartak Mosca | 1 – 0 referto | Ural | Otkrytie Arena |

| Mosca 30 aprile 2017 26ª giornata | CSKA Mosca | 1 – 2 referto | Spartak Mosca | Arena CSKA |

| Mosca 6 maggio 2017 27ª giornata | Spartak Mosca | 1 – 0 referto | Tom' Tomsk | Otkrytie Arena |

| Perm' 13 maggio 2017 28ª giornata | Amkar Perm' | 0 – 1 referto | Spartak Mosca | Stadio Zvezda |

| Mosca 17 maggio 2017 29ª giornata | Spartak Mosca | 3 – 0 referto | Terek Groznyj | Otkrytie Arena |

| Tula 21 maggio 2017 30ª giornata | Arsenal Tula | 3 – 0 referto | Spartak Mosca | Stadio Arsenal |

### Coppa di Russia
| Chabarovsk 21 settembre 2016 Sedicesimi di finale | SKA-Chabarovsk | 1 – 0 referto | Spartak Mosca | Stadion SKA DVO im. V. I. Lenina |